# Nesozineus simile
Nesozineus simile là một loài bọ cánh cứng trong họ Cerambycidae.